# Eat It
"Eat It" é uma paródia  feita por "Weird Al" Yankovic a partir da canção "Beat It", de Michael Jackson. Jackson teria achado a paródia muito divertida.
O single atingiu o 1º lugar na Austrália e foi o single de maior sucesso de Yankovic até 2006, quando "White & Nerdy" foi lançado.